# Ada Boureïma
Ada Boureïma (* 1945 in Gaya) ist ein nigrischer Schriftsteller.

## Leben
Nach seiner Schulausbildung am Collège classique et moderne in Niamey machte Ada Boureïma eine Ausbildung zum Lehrer, die er 1965 mit einem Grundzeugnis und 1969 mit einem Hauptzeugnis abschloss. Danach arbeitete er als Direktor mehrerer Grundschulen. Ab 1979 lehrte er Pädagogik an der Universität Niamey.
Ada Boureïma gehört einer Generation nigrischer Schriftsteller an, zu der Namen wie Amadou Diado, Yazi Dogo, Albert Issa, Abdoua Kanta, Amadou Ousmane und André Salifou zählen. In seinem ersten, 1975 erschienenen Roman Le baiser amer de la faim setzte er sich mit den Opfern der Dürre und Hungersnot von 1973 auseinander und zeichnete nach, wie die Naturkatastrophe zu Elend und gesellschaftlichem Zerfall geführt hatte. Daran knüpfte Boureïma in Waay Dulluu ou l’étau aus dem Jahr 1981 an, als eine Dürreperiode für den Protagonisten dieses Romans der Anlass ist, vom Land in die Stadt zu ziehen. Seine anfänglichen Hoffnungen werden enttäuscht und er kehrt der Stadt nach vielen Jahren den Rücken, was dem Ende der europäischen Kolonisierung Afrikas entspricht.

## Werke
- Le baiser amer de la faim. Roman. Buco et Edit, Niamey 2005, ISBN 978-99919-57-10-4 (Erstausgabe: Imprimerie Nationale du Niger, Niamey  1975).
- Waay Dulluu ou l’étau. Editions Daouda, Niamey 2007, ISBN 978-2-913733-42-8 (Erstausgabe: INDRAP, Niamey  1981).
- La lettre du désert. Editions Daouda, Niamey 2007, ISBN 978-2-913733-47-3 (Erstausgabe: INDRAP, Niamey  1998).
- Mahawara ou le débat. Suivi de poèmes. INDRAP, Niamey 1998.
- Balade aux Etats Unis. Editions Daouda, Niamey 2007, ISBN 978-2-913733-45-9.
- Le choix de Mani. Editions Daouda, Niamey 2007, ISBN 978-2-913733-42-8.
- Et si nous parlons politique. Editions Gashingo, Niamey 2014, ISBN 978-2-37235-011-2.